# Gin Lemon
Gin Lemon je EP kojega je 1996. godine napravio talijanski DJ Gigi D'Agostino.

## Popis pjesama
1. Gin Lemon
2. Terapia
3. Tuttobene
4. Locomotive
5. Rumore di Fondo
6. My Dimension
7. Bam
8. Gin Tonic
9. Psicadelica
10. All in one night
11. Wondering Soul
12. Living In Freedom
13. Music RMX